# 中澤宏佑
中澤 宏佑（なかざわ こうすけ、3月30日 - ）は、日本の声優・舞台俳優。
東京都出身。株式会社アルディ準所属。

## 来歴
東京都出身。2021年5月1日よりアニメイトグループが新設したインフルエンサー・声優事務所の株式会社アルディに所属。

## 人物
- 特技はラテアート、モノマネ、リフティング[1]。
- 趣味は謎解き、ボードゲーム[1]。

## 出演

### ドラマ
2023年
- 相棒 season21元日スペシャル第11話「大金塊」 - 警察官役[3]

### 舞台
2022年
- ユーキース・エンタテインメント×NAYUTA「宿題の杜」 - 伊勢原 役

### アニメ
2022年
- ミューン　月の守護者の伝説 - 村人1 役
- ミニ豆ちゃんシーズン2、シーズン3（2022年8月、フジテレビ） - たてし豆 役

### 吹き替え
- あなたがここにいてほしい

### アプリゲーム
- クッキーラン:キングダム